# 逢坂伸子
逢坂 伸子（おおさか のぶこ、1967年12月19日 - ）は、日本の政治家、理学療法士。大阪府大東市長（1期）。学位は、博士（保健学）（大阪府立大学・2019年）。

## 経歴
大阪府高槻市出身。化学者の父と医師の母のもとに長女として生まれる。1989年に藍野医療技術専門学校理学療法学科を卒業後、藍野病院での勤務を経て、1990年大東市役所に入る。当時、 全国で唯一の理学療法課に配属される。2011年に四天王寺大学大学院人文社会学研究科博士前期課程を修了。2017年に大東市役所地方創生局課長参事兼保健医療部高齢介護室課長参事となる。2019年に大阪府立大学大学院総合リハビリテーション学研究科博士後期課程を修了。学位論文「長期的な介護予防活動が高齢者に及ぼす影響と活動に取り組むための要因研究」で博士（保健学）の学位を取得。この間、2004年に寝たきり防止を目的とした「大東元気でまっせ体操」を考案した。
2020年、大東市役所保健医療部高齢介護室課長に就任する。このほか大阪歯科大学医療保健学部非常勤講師、大阪河﨑リハビリテーション大学客員教授、厚生労働省地域づくりによる介護予防推進支援地域アドバイザー、平成28年度地域づくりによる介護予防推進事業検討委員会委員、介護予防・日常生活支援総合事業の充実のための検討会委員を務めた。
2023年12月、大東市長の東坂浩一が2024年4月に行われる大東市長選挙に不出馬を表明。逢坂は2024年2月に市長選挙への立候補を表明。4月21日投開票の大東市長選挙では、公明党大東支部や現職の東坂の支持を得た逢坂が、大阪維新の会公認の元市議と日本共産党推薦の元中学校教諭の2人を破り、初当選した。大東市では初の女性市長となった。
※当日有権者数：96,024人 最終投票率：39.70%（前回比：1.02pts）
| 候補者名 | 年齢 | 所属党派     | 新旧別 | 得票数   | 得票率 | 推薦・支持             |
| -------- | ---- | ------------ | ------ | -------- | ------ | ---------------------- |
| 逢坂伸子 | 56   | 無所属       | 新     | 17,204票 | 45.13% | （支持）公明党大東支部 |
| 石垣直紀 | 58   | 大阪維新の会 | 新     | 14,869票 | 39.00% |                        |
| 松浦哲朗 | 71   | 無所属       | 新     | 5,200票  | 13.64% | （推薦）日本共産党     |